# Фильмография Кристофера Нолана

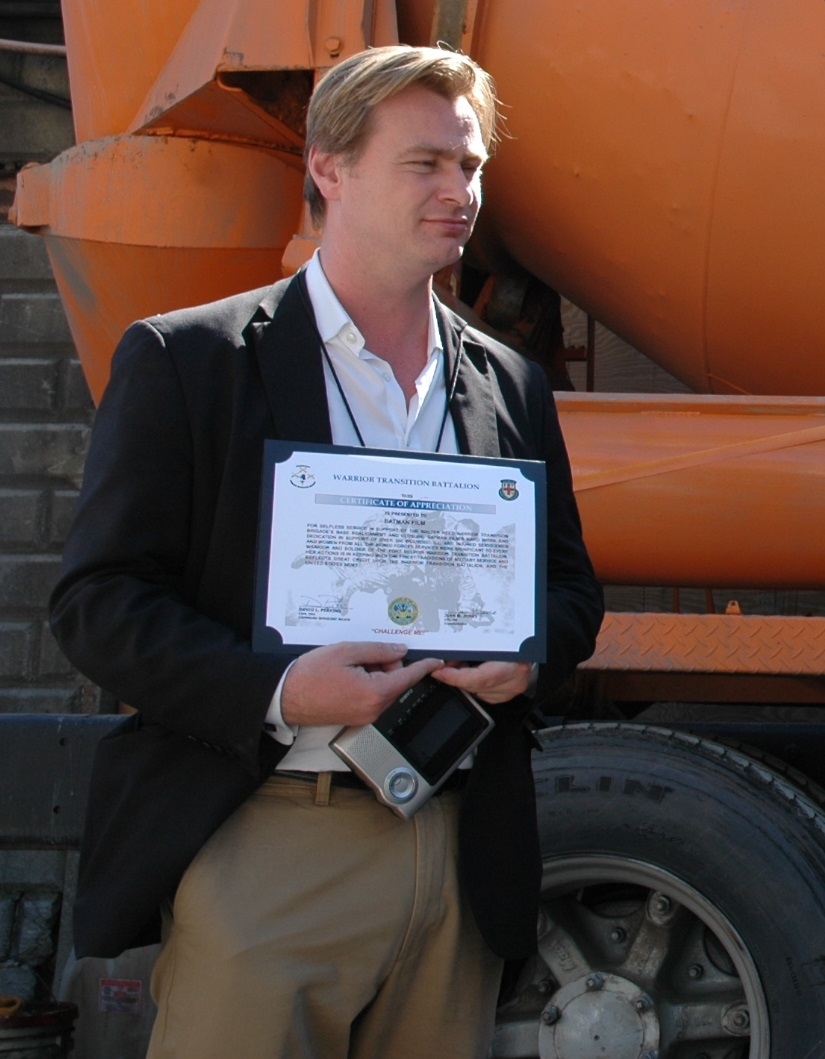
Кристофер Нолан в 2011 году на награждении Джозефа Гордона-Левитта, актёра из фильма «Тёмный рыцарь: Возрождение легенды» (2012), в котором Кристофер выступал режиссёром

Фильмография сэра Кристофера Эдварда Нолана (англ. Sir Christopher Edward Nolan; род. 30 июля 1970, Лондон), британского и американского кинорежиссёра и сценариста, началась с работы над фильмом «Преследование» при бюджете в 6 тыс. долларов США, премьера которого состоялась в 1998 году. Два года спустя он снял психологический триллер «Мементо» (2000), в котором главную роль сыграл Гай Пирс. Как и дебютный фильм, эта картина имела нелинейную повествовательную структуру и стала прорывом в области кинематографа. Она была хорошо встречена критиками и имела кассовый успех. За этот фильм Нолан получил свою первую номинацию на премию Гильдии режиссёров Америки в категории «Лучшая режиссура художественного фильма», а за написание сценария он был номинирован на премию «Оскар» в категории «Лучший оригинальный сценарий». Следующим проектом стал детективный триллер «Бессонница» (2002), главные роли в котором исполнили Аль Пачино, Робин Уильямс и Хилари Суэнк. Фильм получил высокую оценку от критиков и имел высокие кассовые сборы.
В 2005 году состоялась премьера супергеройского фильма «Бэтмен: Начало», который положил начало трилогии «Тёмный рыцарь» от кинокомпании Warner Bros.. Главную роль исполнил Кристиан Бэйл, а сам фильм повествовал о происхождении и становлении Брюса Уэйна в качестве Бэтмена. В следующем году в кинопрокат вышел психологический триллер «Престиж» (2006), в котором Бэйл и Хью Джекман играли роли конкурирующих фокусников XIX века. 14 июля 2008 года состоялась премьера кинокомикса «Тёмный рыцарь» (2008), в котором Нолан выступил одновременно режиссёром, продюсером и автором сценария. Фильм является продолжением «Бэтмена: Начало»; Бэйл повторил роль Бэтмена, а к актёрскому составу присоединился Хит Леджер в роли Джокера. В мировом прокате картина собрала более $ 1 млрд и стала самым кассовым проектом в 2008 году. Она также получила восемь номинаций на 81-й церемонии вручения премии «Оскар» и победила в двух категориях, а Нолан был вновь номинирован на премию Гильдии режиссёров Америки. В 2010 году в свет вышел боевик «Начало» с Леонардо Ди Каприо в роли вора, который возглавляет команду, получающую информацию через подсознание других людей. Лента была номинирована на премию «Оскар» в категории «Лучший фильм», премию BAFTA и «Золотой глобус», а Нолан в третий раз номинировался на премию Гильдии режиссёров Америки.
Два года спустя состоялась премьера третьего и последнего фильма трилогии «Тёмный рыцарь» — «Тёмный рыцарь: Возрождение легенды» (2012), кассовые сборы которого по всему миру также превысили $ 1 млрд. После этого Нолан выступил продюсером кинокомикса Зака Снайдера «Человек из стали» (2013), а также срежиссировал научно-фантастический фильм «Интерстеллар» (2014), в котором снимались Мэттью Макконахи, Энн Хэтэуэй и Джессика Честейн. В итоге «Интерстеллар» получил премию «Сатурн» в категории «Лучший научно-фантастический фильм» и много других наград и номинаций. В 2017 году Нолан снял военный фильм «Дюнкерк», за который он получил свою первую номинацию на премию «Оскар» в категории «Лучшая режиссура», а уже через три года в кинопрокат вышел научно-фантастический боевик «Довод» (2020). Следующим его полнометражным проектом стал биографический фильм «Оппенгеймер» (2023), основанный на документальной книге Кая Бёрда и Мартина Шервина «Оппенгеймер. Триумф и трагедия Американского Прометея» и рассказывающий о жизни американского учёного Роберта Оппенгеймера; главную роль исполнил Киллиан Мерфи. В мировом прокате фильм заработал $ 976,1 млн и получил множество наград и номинаций. За эту картину Нолан впервые получил премию «Оскар» в категории «Лучшая режиссура». В декабре 2024 года стало известно, что Нолан начал работу над адаптацией классической поэмы «Одиссея» древнегреческого поэта Гомера. Премьера одноимённого фильма состоится 17 июля 2026 года, главные роли исполнят Мэтт Деймон, Том Холланд, Зендея и Роберт Паттинсон.

## Полнометражные фильмы
| №  | Год  | Название фильма                                                    | Режиссёр  | Сценарист | Продюсер  | Ист.          |
| -- | ---- | ------------------------------------------------------------------ | --------- | --------- | --------- | ------------- |
| 1  | 1998 | «Преследование» (англ. Following)                                  | зелёная ✓ | зелёная ✓ | зелёная ✓ | [ 44 ]        |
| 2  | 2000 | «Помни» (англ. Memento)                                            | зелёная ✓ | зелёная ✓ | ❌        | [ 44 ] [ 45 ] |
| 3  | 2002 | «Бессонница» (англ. Insomnia)                                      | зелёная ✓ | ❌        | ❌        | [ 44 ] [ 45 ] |
| 4  | 2005 | «Бэтмен: Начало» (англ. Batman Begins)                             | зелёная ✓ | зелёная ✓ | ❌        | [ 44 ] [ 45 ] |
| 5  | 2006 | «Престиж» (англ. The Prestige)                                     | зелёная ✓ | зелёная ✓ | зелёная ✓ | [ 44 ] [ 45 ] |
| 6  | 2008 | «Тёмный рыцарь» (англ. The Dark Knight)                            | зелёная ✓ | зелёная ✓ | зелёная ✓ | [ 44 ] [ 45 ] |
| 7  | 2010 | «Начало» (англ. Inception)                                         | зелёная ✓ | зелёная ✓ | зелёная ✓ | [ 44 ] [ 45 ] |
| 8  | 2012 | «Тёмный рыцарь: Возрождение легенды» (англ. The Dark Knight Rises) | зелёная ✓ | зелёная ✓ | зелёная ✓ | [ 44 ] [ 45 ] |
| 9  | 2013 | «Человек из стали» (англ. Man of Steel)                            | ❌        | Y [ b ]   | зелёная ✓ | [ 44 ]        |
| 10 | 2014 | «Интерстеллар» (англ. Interstellar)                                | зелёная ✓ | зелёная ✓ | зелёная ✓ | [ 44 ] [ 45 ] |
| 11 | 2017 | «Дюнкерк» (англ. Dunkirk)                                          | зелёная ✓ | зелёная ✓ | зелёная ✓ | [ 44 ] [ 45 ] |
| 12 | 2020 | «Довод» (англ. Tenet)                                              | зелёная ✓ | зелёная ✓ | зелёная ✓ | [ 8 ] [ 46 ]  |
| 13 | 2023 | «Оппенгеймер» (англ. Oppenheimer)                                  | зелёная ✓ | зелёная ✓ | зелёная ✓ | [ 47 ]        |
| 14 | 2026 | «Одиссея» (англ. The Odyssey)                                      | зелёная ✓ | зелёная ✓ | зелёная ✓ | [ 38 ]        |

| • | Фильмы, которые ещё не вышли в прокат |

1. ↑  Выступал также в качестве кинооператора и монтажёра.
2. ↑  Только история.

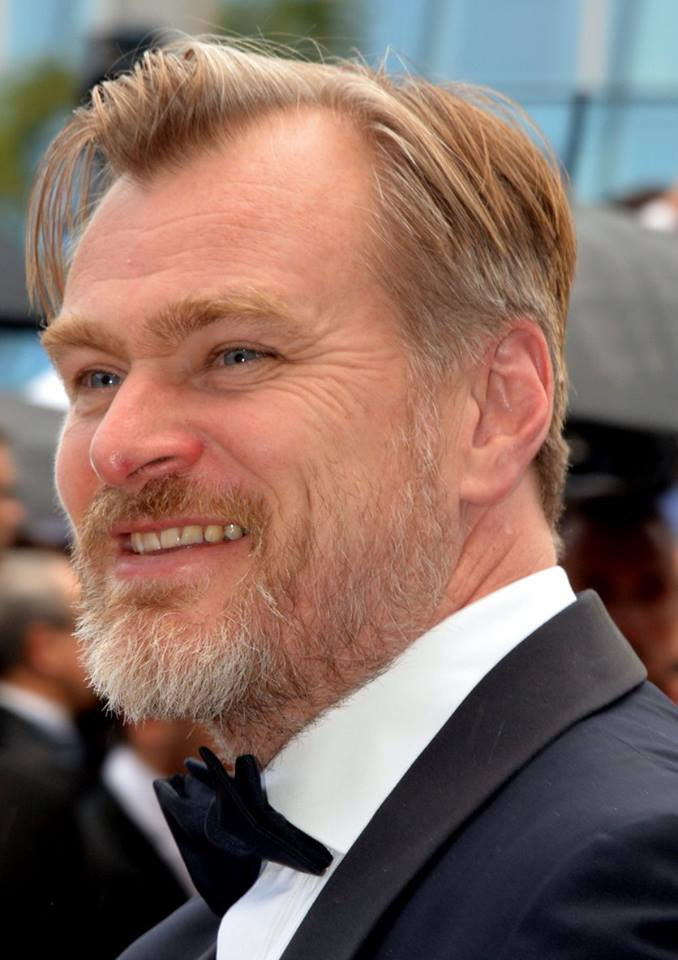
Кристофер Нолан на Каннском фестивале в мае 2018 года

В качестве исполнительного продюсера

| № | Год  | Название фильма                                                                              | Комментарии                                             | Ист.          |
| - | ---- | -------------------------------------------------------------------------------------------- | ------------------------------------------------------- | ------------- |
| 1 | 2014 | «Превосходство» (англ. Transcendence)                                                        | —                                                       | [ 44 ] [ 45 ] |
| 2 | 2016 | «Бэтмен против Супермена: На заре справедливости» (англ. Batman v Superman: Dawn of Justice) | —                                                       | [ 44 ] [ 45 ] |
| 3 | 2017 | «Лига справедливости» (англ. Justice League)                                                 | —                                                       | [ 44 ] [ 45 ] |
| 4 | 2021 | «Лига справедливости Зака Снайдера» (англ. Zack Snyder’s Justice League)                     | Режиссёрская версия фильма «Лига справедливости» (2017) | [ 48 ]        |

## Короткометражные фильмы
| № | Год  | Название фильма                           | Режиссёр  | Продюсер  | Сценарист | Оператор  | Монтажёр  | Комментарии | Ист.          |
| - | ---- | ----------------------------------------- | --------- | --------- | --------- | --------- | --------- | --- | ------------- |
| 1 | 1989 | «Тарантелла» (англ. Tarantella)           | зелёная ✓ | зелёная ✓ | зелёная ✓ | зелёная ✓ | зелёная ✓ | Официальной премьеры не было, однако фильм доступен на независимом видеоархиве Media Burn. Был создан совместно с Роко Беликом. | [ 44 ] [ 49 ] |
| 2 | 1996 | «Кража» (англ. Larceny)                   | зелёная ✓ | зелёная ✓ | зелёная ✓ | зелёная ✓ | зелёная ✓ | Официальной премьеры не было | [ 44 ] [ 45 ] |
| 3 | 1997 | «Жук-скакун» (англ. Doodlebug)            | зелёная ✓ | зелёная ✓ | зелёная ✓ | зелёная ✓ | зелёная ✓ | — | [ 44 ]        |
| 4 | 2015 | «Причал» (англ. Quay)                     | зелёная ✓ | зелёная ✓ | ❌        | зелёная ✓ | зелёная ✓ | Также выступил в качестве композитора. Документальный короткометражный фильм                                                    | [ 44 ]        |
| 5 | 2019 | «Дыхание куклы» (англ. The Doll’s Breath) | ❌        | Y [ a ]   | ❌        | ❌        | ❌        | Анимационный короткометражный фильм                                                                                             | [ 50 ]        |

1. ↑  Только в качестве исполнительного продюсера.

## Документальные фильмы
| № | Год  | Название фильма                                                                                        | Ист.          |
| - | ---- | --- | ------------- |
| 1 | 2011 | «Эти удивительные тени» (англ. These Amazing Shadows)                                                  | [ 45 ]        |
| 2 | 2012 | «Бок о бок» (англ. Side by Side)                                                                       | [ 44 ] [ 45 ] |
| 3 | 2016 | «Будущее кинематографа» (англ. Cinema Futures)                                                         | [ 51 ]        |
| 4 | 2018 | «История научной фантастики Джеймса Кэмерона» (англ. James Cameron’s Story of Science Fiction)         | [ 52 ]        |
| 5 | 2019 | «Создание волн: Искусство кинематографического звука» (англ. Making Waves: The Art of Cinematic Sound) | [ 53 ]        |
| 6 | 2023 | «100 лет Warner Bros» (англ. 100 Years of Warner Bros)                                                 | [ 54 ]        |

1. ↑  Кристофер Нолан присутствовал в качестве гостя.